# پائولو دی کانیو
پائولو دی کانیو (به ایتالیایی: Paolo Di Canio) (زادهٔ ۹ ژوئیه ۱۹۶۸ در رم) بازیکن سابق و مربی کنونی فوتبال اهل کشور ایتالیا می‌باشد.

## فوتبال باشگاهی
دی کانیو سابقهٔ حضور در تیم‌هایی چون لاتزیو، ترنانا، یوونتوس، ناپولی، آ.ث. میلان، سلتیک، شفیلد ونزدی، وستهام یونایتد، چارلتون اتلتیک و سیسکو رم را نیز دارد. وی در مسابقات لیگ، بیش از ۵۰۰ بازی انجام داده و بیش از ۱۰۰ گل به ثمر رسانده‌است.

## حواشی
در سپتامبر ۱۹۹۸، در بازی بین تیم‌های شفیلد ونزدی و آرسنال، دی کانیو بازیکن تیم شفیلد ونزدی، پس از دریافت کارت قرمز از داور مسابقه، او را هل داد و تعادل داور برهم خورد و به زمین افتاد. این حرکت او باعث شد تا او از ۱۱ بازی محروم شود و ۱۰ هزار پوند نیز جریمه شود.

## جایزه بازی جوانمردانه فیفا - ۲۰۰۱
در سال ۲۰۰۱ و زمانی‌که دی کانیو عضو تیم وستهام یونایتد به دلیل انجام حرکتی جوانمردانه در جریان بازی با اورتون در لیگ برتر انگلستان، جایزهٔ بازی جوانمردانهٔ فیفا به او رسید. وی در این بازی به دلیل مصدوم شدن پا جرارد دروازه‌بان تیم حریف، از موقعیت بسیار خوب گلزنی خود صرف نظر کرد تا بازی متوقف شود و به وضعیت مصدومیت دروازه‌بان تیم اورتون رسیدگی شود.

## دوران مربیگری
وی سابقهٔ مربیگری در دو تیم انگلیسی سوئیندون تاون و ساندرلند را نیز دارد.